# 조이스틱
1. 위
2. 아래
3. 왼쪽
4. 오른쪽
5. 반대(반전)
6. 발사 단추
7. +5VDC
8. 그라운드
9. 연결 안 함

조이스틱 구성요소: 1. 스틱(막대) 2. 베이스(기반) 3. 트리거(발사) 4. 특수 단추 5. 자동발사 스위치 6. 감속 7. 햇 스위치(Hat Switch - POV Hat) 8. 석션 컵(Suction Cup)

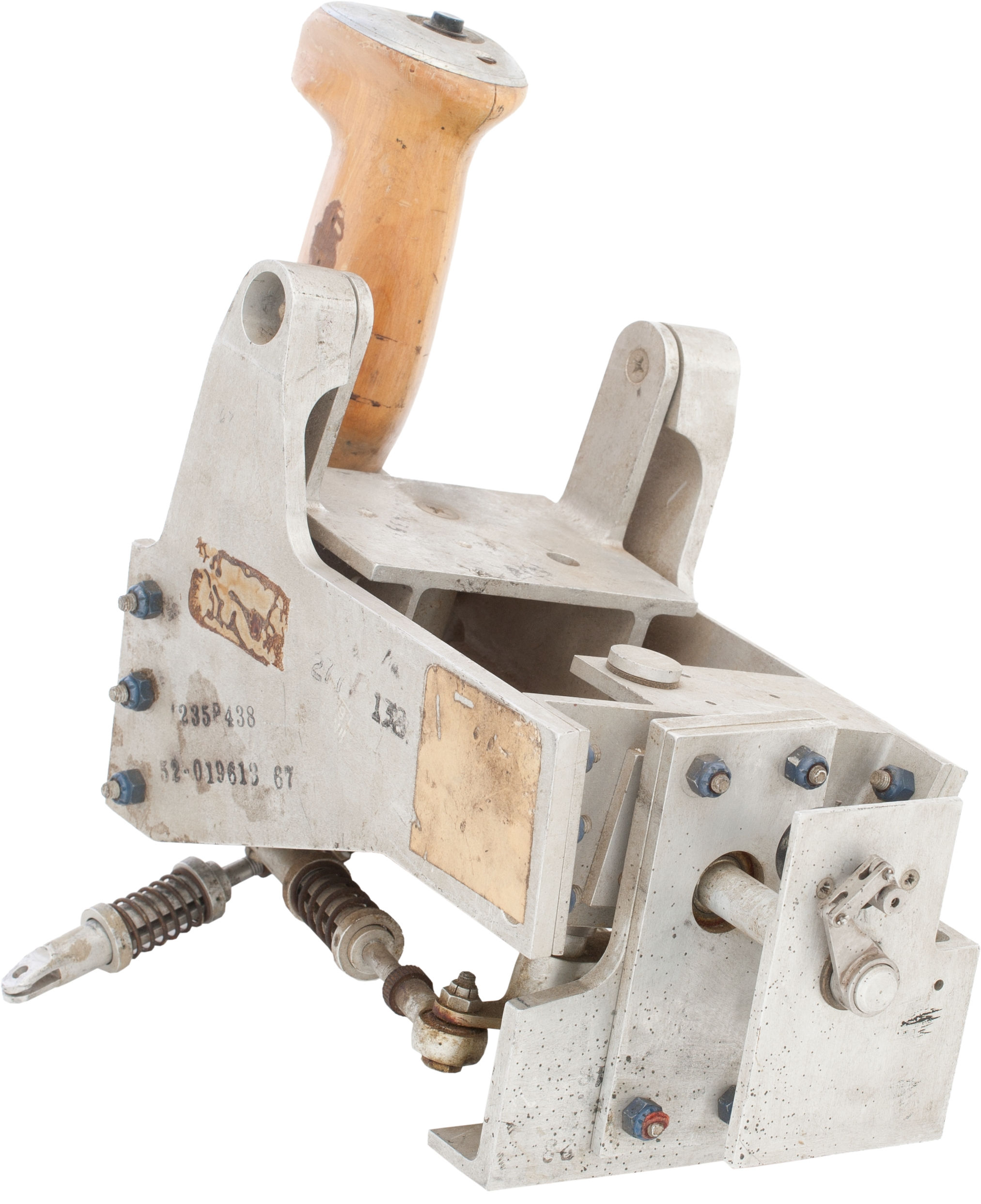
제미니 계획의 프로토타입 조이스틱 조종간. 1962

아타리(Atari) 표준 커넥터의 컴퓨터 포트 보기:
- 위
- 아래
- 왼쪽
- 오른쪽
- 반대(반전)
- 발사 단추
- +5VDC
- 그라운드
- 연결 안 함

조이스틱(joystick, 문화어: 조종간) 또는 플라이트 스틱(flight stick)은 받침대 위에서 회전하며 제어하는 장치에 각도나 방향을 보고하는 스틱으로 구성된 입력 장치이다. 조종간으로도 알려져 있으며, 많은 민간 및 군용 항공기 조종실의 주요 제어 장치로, 중앙 스틱 또는 사이드 스틱 형태로 존재한다. 조종사와 부조종사가 조종하는 항공기의 기능을 제어하기 위한 다양한 스위치가 있다.
조이스틱은 종종 비디오 게임을 제어하는 데 사용되며, 일반적으로 컴퓨터가 상태를 읽을 수 있는 누름 버튼이 있다. 현대 비디오 게임 콘솔에서 사용되는 조이스틱의 인기 있는 변형은 아날로그 스틱이다. 조이스틱은 또한 크레인, 트럭, 수중 무인 차량, 휠체어, 감시 카메라, 제로 터닝 반경 잔디깎이와 같은 기계를 제어하는 데 사용된다. 소형 손가락 조작 조이스틱은 휴대 전화와 같은 소형 전자 장비의 입력 장치로 채택되었다.

## 항공

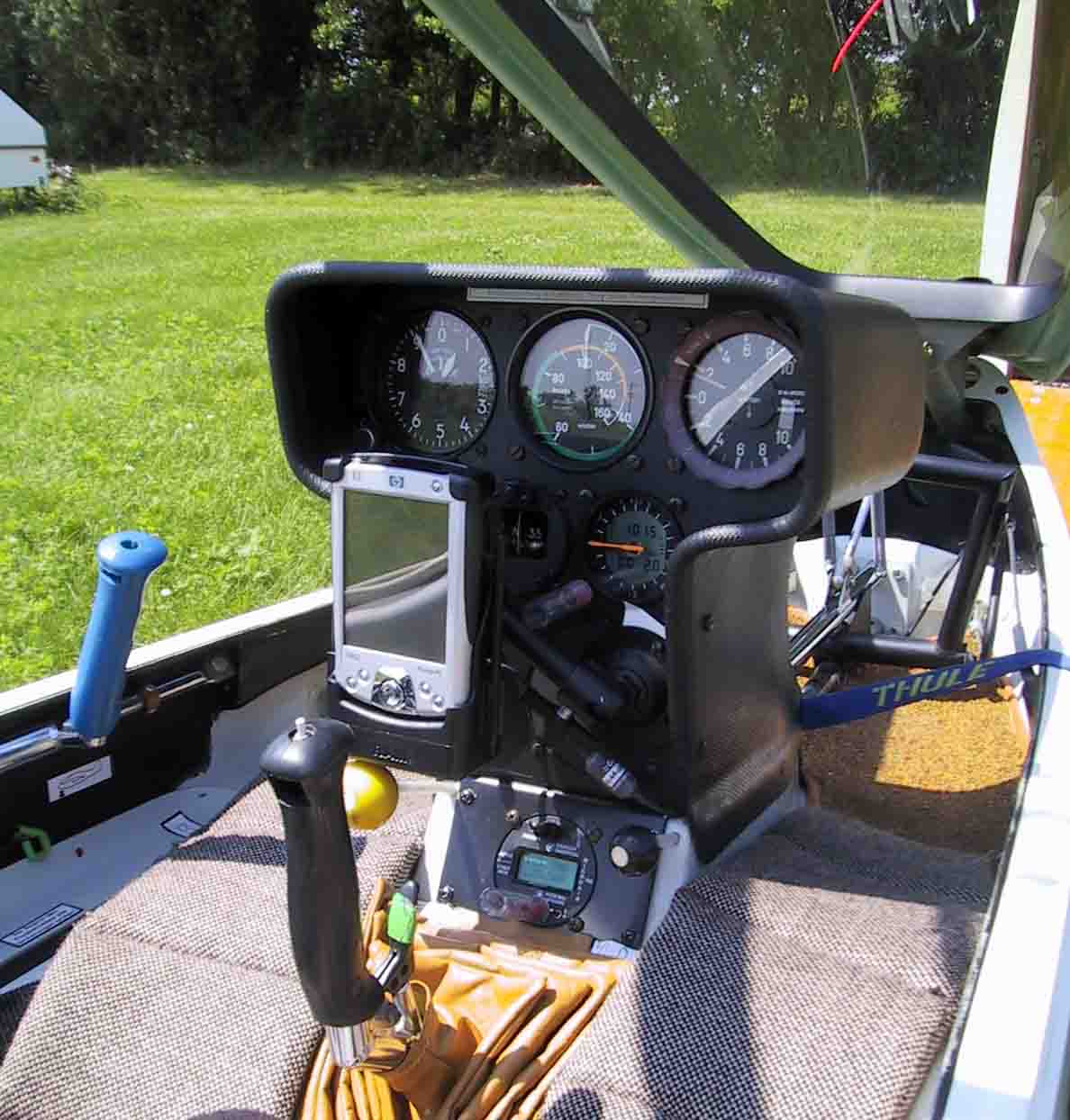
조이스틱이 보이는 글라이더 조종실

조이스틱은 항공기 보조 날개와 승강키의 제어 장치로 시작되었으며, 1908년 루이 블레리오의 블레리오 VIII 항공기에서 꼬리 부분의 요(Yaw) 제어 표면을 위한 발 조작 러더 바와 함께 사용된 것으로 처음 알려져 있다.

## 기원
조이스틱이라는 이름은 20세기 초 프랑스 조종사 로베르 에스놀트-펠테리에서 유래했다고 생각된다. 또한 동료 조종사 로버트 로레인, 제임스 헨리 조이스, A. E. 조지의 주장이 있다. 로레인은 1909년 포 (프랑스)에 있는 루이 블레리오의 학교에서 비행을 배우러 갔을 때 그의 일기에서 "조이스틱"이라는 용어를 사용한 것으로 옥스퍼드 영어 사전에 인용되었다. 조지는 개척자 비행사로, 동료 조블링과 함께 1910년 영국 뉴캐슬에서 복엽기를 제작하고 비행했다. 조지 앤 조블링 항공기 조종간은 영국 뉴캐슬어폰타인의 디스커버리 박물관에 소장되어 있다.
조이스틱은 초기 비행기에 존재했지만, 그 기계적 기원은 불확실하다. "조이스틱"이라는 용어의 조어는 사실 로레인에게 공로를 돌릴 수 있는데, 그가 이 용어를 가장 먼저 사용한 것으로 알려져 있지만, 그가 이 장치를 발명한 것은 확실히 아니다.

## 전자 조이스틱

### 역사
전기식 2축 조이스틱은 C. B. 미리크가 미국 해군 연구소(NRL)에서 발명하여 1926년에 특허를 받았다(미국 특허 번호 1,597,416). NRL은 당시 원격 제어 항공기를 적극적으로 개발하고 있었으며, 조이스틱은 이 노력을 지원하는 데 사용되었을 가능성이 있다. 미리크는 특허에서 "내 제어 시스템은 조종사 없이 항공기를 조종하는 데 특히 적용 가능하다"고 썼다.
독일인들은 1944년경 전기식 2축 조이스틱을 개발했다. 이 장치는 특정 독일 폭격기에서 사용된 독일의 Funkgerät FuG 203 Kehl 무선 제어 송신기 시스템의 일부로 사용되었으며, 로켓 부스터가 장착된 대함 미사일 Henschel Hs 293과 무동력 선구적인 정밀 유도 탄약 Fritz-X를 모두 유도하는 데 사용되었다. 여기에서 Kehl 송신기의 조이스틱은 운용자가 미사일을 목표물로 조종하는 데 사용되었다. 이 조이스틱은 아날로그 센서 대신 온-오프 스위치를 사용했다. Hs 293과 Fritz-X는 모두 FuG 230 Straßburg 무선 수신기를 사용하여 Kehl의 제어 신호를 무기의 제어 표면으로 전송했다. 유사한 조이스틱 장치는 당시의 미국 아존 조종 가능한 탄약에 사용되었으며, 오직 요축(yaw axis)에서만 탄약을 측면으로 조종하는 데 사용되었다.
이 독일의 발명품은 페네뮌데의 헤레스페어주흐안슈탈트(Heeresversuchsanstalt)에 모인 과학자 팀의 한 사람에게 넘어갔다. 여기서 독일 로켓 프로그램 팀의 일부는 V-2 로켓의 변형이자 최초의 지대공 미사일인 바서팔 미사일을 개발하고 있었다. 바서팔 조종 장비는 전기 신호를 무선 신호로 변환하여 미사일로 전송했다.

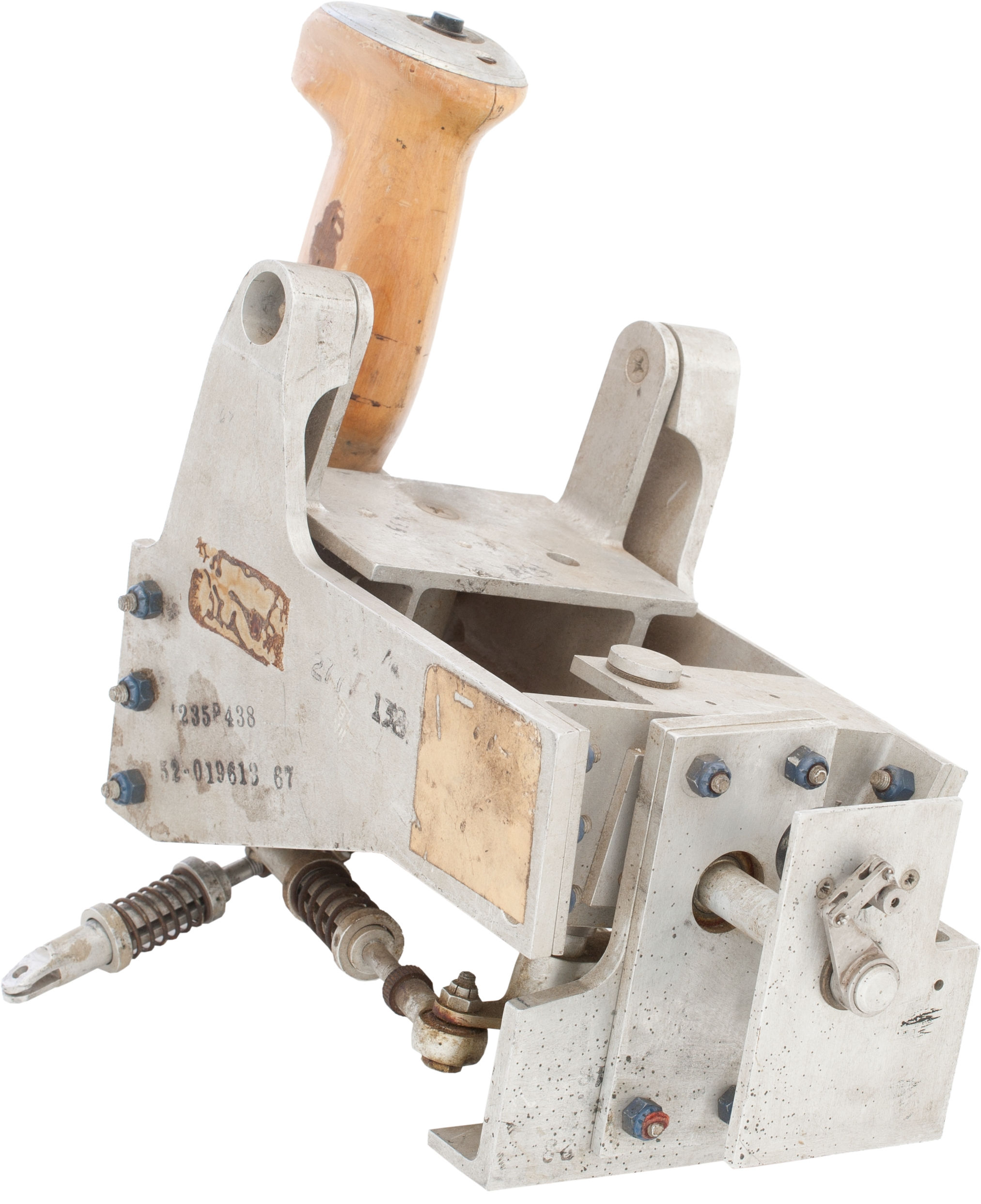
1962년 제미니 계획 조이스틱형 핸드 컨트롤러 시제품

1960년대에는 Phill Kraft(1964)가 생산한 Kwik Fly와 같은 무선 조종 모형 항공기 시스템에 조이스틱의 사용이 널리 퍼졌다. 현재는 사라진 Kraft Systems사는 결국 컴퓨터 산업 및 기타 사용자에게 중요한 OEM 조이스틱 공급업체가 되었다. 무선 조종 항공기 산업 외에서 조이스틱을 처음 사용한 것은 Permobil (1963)과 같은 전동 휠체어 제어였을 수 있다. 이 기간 동안 NASA는 아폴로 임무의 일부로 조이스틱을 제어 장치로 사용했다. 예를 들어, 달 착륙선 시험 모델은 조이스틱으로 제어되었다.
많은 현대 여객기에서, 예를 들어 1980년대부터 개발된 모든 에어버스 항공기에서, 조이스틱은 전통적인 요크를 대체하여 비행 제어를 위한 "사이드 스틱" 형태의 비행 제어 장치로 새로운 생명을 얻었다. 사이드 스틱은 무게를 줄이고, 조종실의 움직임과 시야를 개선하며, 사고 시 요크보다 안전할 수 있다.

### 전자 게임

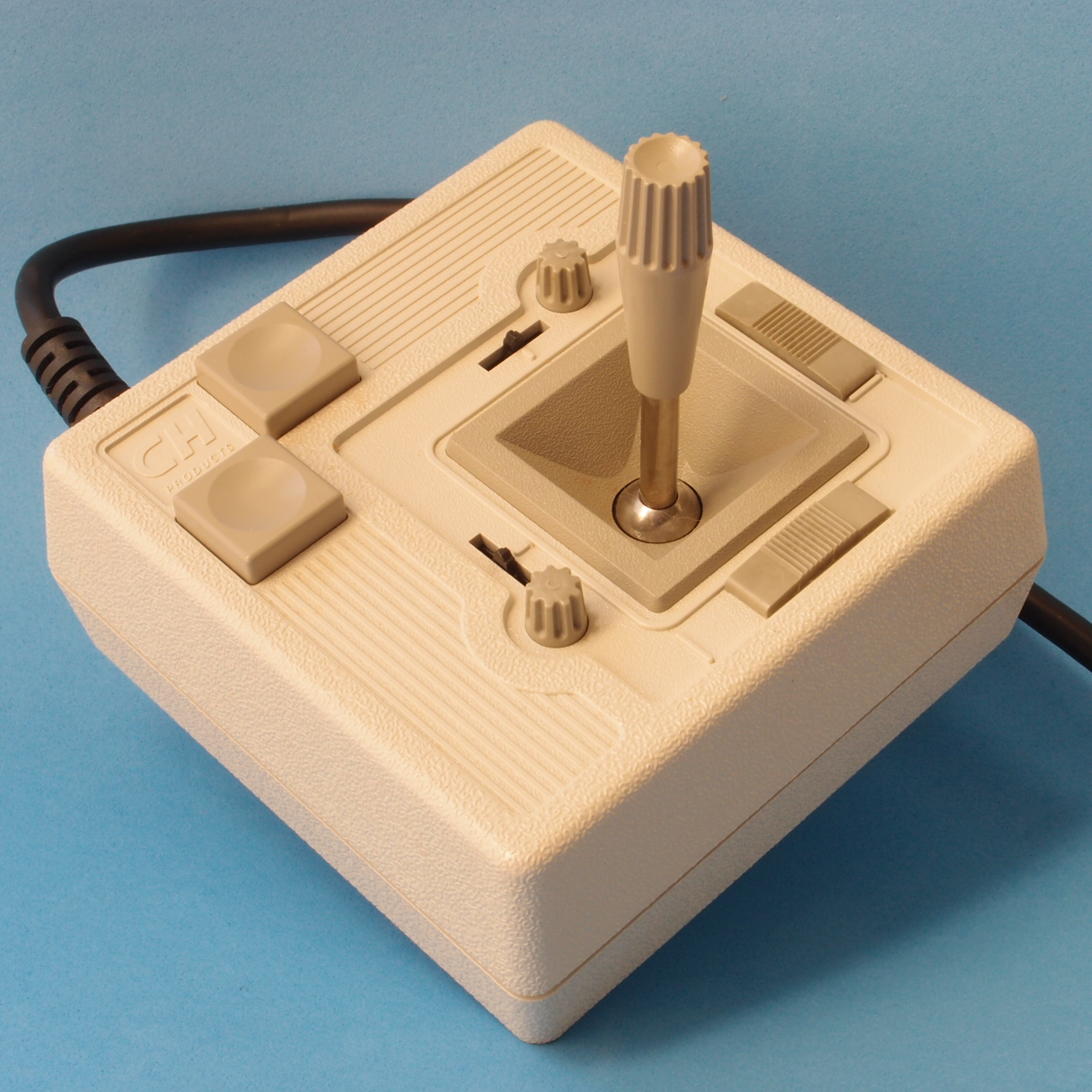
CH Products Mach II 아날로그 조이스틱 (애플 II 컴퓨터용). 작은 노브는 (기계적) 보정을 위한 것이고, 슬라이더는 자동 중심 스프링을 작동시킨다.

1968년 초, 세가는 조이스틱 컨트롤러를 사용하여 테이블 위에서 미니어처 오토바이를 모든 방향으로 움직이는 아케이드 전기 기계 게임인 모토폴로를 출시했다. 같은 해 1968년, 랠프 베어는 비디오 게임을 위한 최초의 조이스틱 컨트롤러 시제품을 개발했는데, 당시 작업 중이던 골프 게임을 위한 것이었기에 조이스틱 손잡이에 골프공이 장착되어 있었다.
가장 초기에 알려진 발사 버튼이 있는 전자 게임 조이스틱은 세가가 1969년 아케이드 게임 미사일의 일부로 출시했는데, 이는 초기 이중 제어 방식의 슈팅 게임 시뮬레이션 게임으로, 두 개의 방향 버튼은 동력 탱크를 움직이는 데 사용되고, 양방향 조이스틱은 화면에 표시되는 다가오는 비행기를 쏘고 조종하는 데 사용되었다. 비행기가 명중되면 화면에 폭발이 애니메이션으로 표시되고 폭발음이 함께 나왔다. 1970년에 이 게임은 미드웨이 게임스에 의해 S.A.M.I.라는 이름으로 북미에 출시되었다.
타이토 (기업)는 1973년에 아케이드 레이싱 비디오 게임 아스트로 레이스의 일부로 4방향 조이스틱을 출시했고, 1975년의 멀티디렉셔널 슈터 건 파이트는 이동을 위한 8방향 조이스틱과 사격 방향 변경을 위한 다른 조이스틱을 사용하는 듀얼 스틱 컨트롤을 도입했다. 북미에서는 미드웨이에 의해 건 파이트라는 제목으로 출시되었다. 1976년 타이토는 인터셉터를 출시했는데, 이는 전투기를 조종하는 초기 1인칭 전투 비행 시뮬레이터로, 십자선으로 조준하고 적 항공기를 쏘기 위해 8방향 조이스틱을 사용했다.

아타리 표준 커넥터의 컴퓨터 포트 보기: 1. 위, 2. 아래, 3. 왼쪽, 4. 오른쪽, 5. (팟 Y), 6. 발사 버튼, 7. +5 V DC, 8. 접지, 9. (팟 X).

1977년 아타리 2600을 위해 개발된 아타리 CX40 조이스틱은 단일 발사 버튼을 가진 디지털 컨트롤러이다. 아타리 조이스틱 포트는 오랫동안 사실상의 표준 디지털 조이스틱 사양이었다. 조이스틱은 1세대 비디오 게임기와 2세대 비디오 게임기에서 일반적으로 컨트롤러로 사용되었지만, 1980년대 중반 패밀리컴퓨터와 세가 마스터 시스템이 나오면서 익숙한 게임패드에 밀려났다. 하지만 조이스틱, 특히 아케이드 스타일의 조이스틱은 어떤 콘솔에서든 인기 있는 애프터마켓 추가 장치였다.
1985년 세가의 3인칭 슈팅 게임 아케이드 레일 슈터 게임 스페이스 해리어는 움직임을 위한 진정한 아날로그 비행 스틱을 특징으로 했다. 이 조이스틱은 모든 방향으로 움직임을 등록할 수 있었고, 푸시 정도를 측정하여 조이스틱을 특정 방향으로 얼마나 멀리 밀었는지에 따라 플레이어 캐릭터를 다른 속도로 움직일 수 있었다.
조이스틱의 한 변형은 로터리 조이스틱이다. 이는 조이스틱을 여러 방향으로 움직이면서 동시에 회전시킬 수 있는 조이스틱-노브 하이브리드이다. 주로 아케이드 진행형 슈팅 게임에서 사용되며, 플레이어의 8방향 이동과 총의 360도 방향을 모두 제어한다. 이는 SNK에 의해 처음으로 탱크 슈터 TNK III (1985)에서 도입되었고, 이후 런앤건 비디오 게임 이카리 워리어즈 (1986)로 대중화되었다. SNK는 나중에 게릴라 워 (1987)와 같은 아케이드 게임에서 로터리 조이스틱 컨트롤을 사용했다.
아날로그 조이스틱의 독특한 변형은 위치 총으로, 이는 라이트 건과는 다르게 작동한다. 광센서를 사용하는 대신, 위치 총은 본질적으로 고정된 위치에 장착된 아날로그 조이스틱으로, 총의 위치를 기록하여 플레이어가 화면 어디를 조준하고 있는지 결정한다. 이는 종종 아케이드 게임 건 게임에 사용되며, 초기 예로는 세가의 1972년 씨 데빌이 있다. 타이토 (기업)의 1976년 어택, 1977년 크로스 파이어, 그리고 닌텐도의 1978년 배틀 샤크 등이 있다.

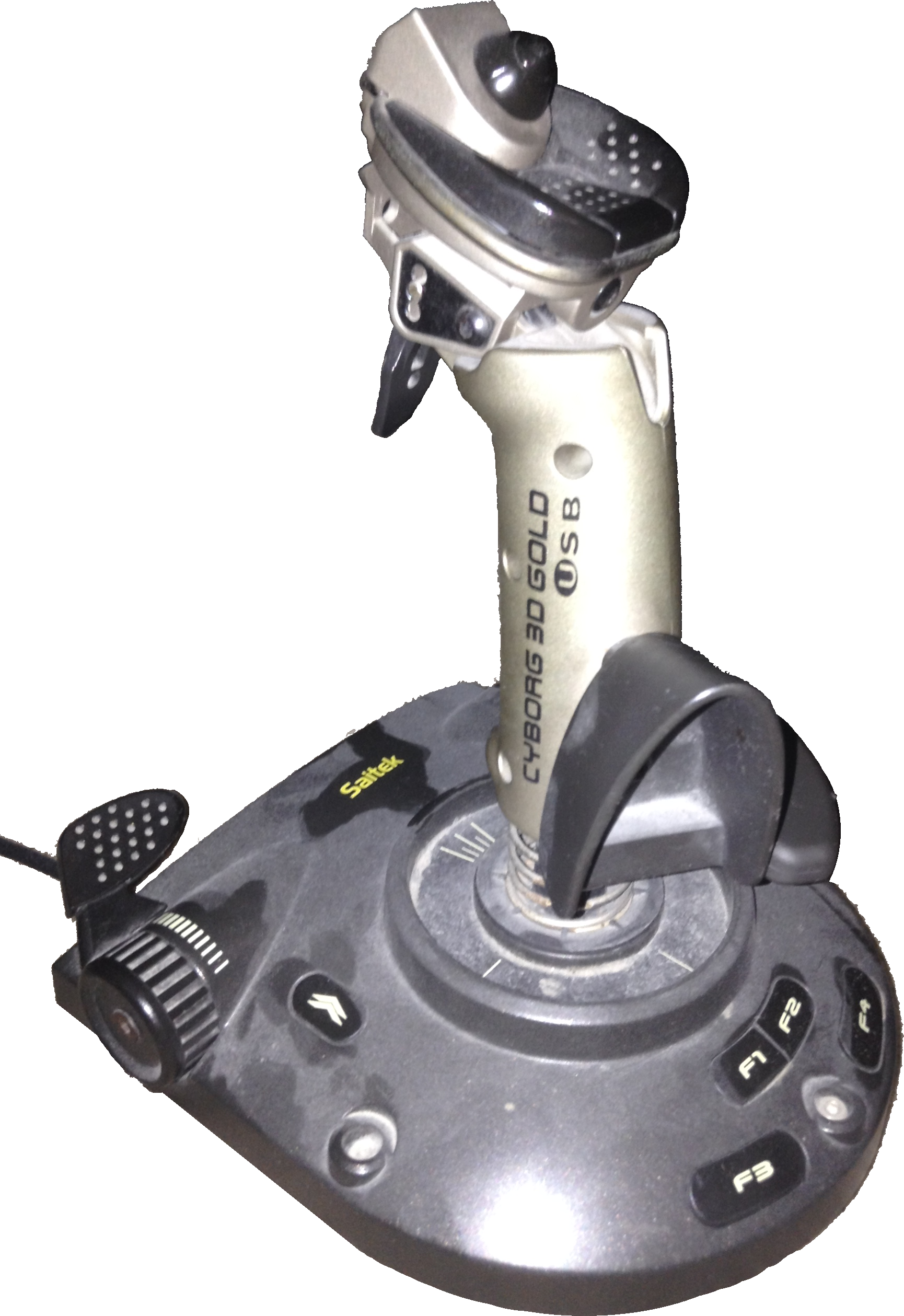
2000년대 Saitek의 사이보그 3D 골드. 스로틀, 추가 버튼, 햇 스위치에 주목하라.

1990년대에는 CH Products 플라이트스틱, 그래비스 피닉스, 마이크로소프트 사이드와인더, 로지텍 윙맨, 스러스트마스터 FCS와 같은 조이스틱이 PC 게이머들 사이에서 인기를 끌었다. 이들은 F-16 파이팅 팔콘 및 LHX Attack Chopper와 같은 비행 시뮬레이터의 필수 요소로 여겨졌다. 조이스틱은 X-윙 및 윙 커맨더와 같은 우주 비행 시뮬레이터 게임과 "6자유도" 3D 슈팅 게임 디센트 (비디오 게임)의 주류 성공으로 특히 인기를 얻었다. VirPil Controls의 MongoosT-50 조이스틱은 대부분의 비행 조이스틱과 달리 러시아 항공기(및 수호이 Su-35 및 수호이 Su-57 포함)의 스타일을 모방하도록 설계되었다.
그러나 21세기 초부터 이러한 유형의 게임은 인기가 시들해져 현재는 "죽은" 장르로 간주되며, 그에 따라 게임 조이스틱은 틈새 제품으로 전락했다. NowGamer가 Volition Inc.의 프로듀서인 짐 분(Jim Boone)과 한 인터뷰에서 그는 FreeSpace 2의 판매 부진이 조이스틱이 "유행에서 벗어나고" 있었기 때문에 판매가 저조했기 때문일 수 있다고 언급했다. 이는 퀘이크 (비디오 게임 시리즈)와 같은 더 현대적인 1인칭 슈팅 게임이 "마우스와 키보드 위주"였기 때문이다. 그는 "그 이전, 예를 들어 우리가 디센트 (비디오 게임)를 만들었을 때는 사람들이 조이스틱을 가지고 있는 것이 완벽하게 흔했고 – 우리는 디센트 판매를 많이 했다. 그 무렵에 울펜슈타인 3D나 그 비슷한 것들처럼 키보드만 사용하는 대신 마우스와 키보드를 사용하는 더 현대적인 FPS가 나왔다."라고 덧붙였다.
1990년대 후반부터 아날로그 스틱(또는 엄지 스틱, 엄지손가락으로 조작되기 때문)은 비디오 게임 콘솔 컨트롤러의 표준이 되었으며, 닌텐도의 닌텐도 64 컨트롤러에 의해 대중화되었고, 스틱이 중립 위치에서 얼마나 벗어났는지 나타낼 수 있는 기능을 가지고 있다. 이는 소프트웨어가 스틱의 위치를 추적하거나 컨트롤이 움직이는 속도를 추정할 필요가 없다는 것을 의미한다. 이러한 장치는 일반적으로 전위차계를 사용하여 스틱의 위치를 결정하지만, 일부 최신 모델은 더 높은 신뢰성과 작은 크기를 위해 홀 센서를 사용한다.
1997년, ThrustMaster, Inc.는 3D 프로그래밍 가능한 컨트롤러를 출시했는데, 이는 비행 시뮬레이션을 경험하기 위해 컴퓨터 게임에 통합되었다. 이 라인은 NASA의 RHC(Rotational Hand Controller)의 여러 측면을 채택했으며, 이는 착륙 및 항법 방법에 사용된다.
1997년에 햅틱 기술이 적용된 최초의 포스 피드백 게임 조이스틱이 기술 개발사인 Immersion Corporation의 라이선스를 받아 CH Products에 의해 제조되었다. 포스 FX 조이스틱이라는 이름의 이 제품에 이어 로지텍, Thrustmaster, 그리고 Immersion의 라이선스를 받은 다른 회사들도 포스 피드백 조이스틱을 출시했다.

### 아케이드 스틱
아케이드 스틱은 가정용 콘솔이나 컴퓨터에 사용하기 위한 대형 컨트롤러이다. 특정 다중 버튼 배열이 있는 일부 아케이드 캐비넷의 스틱 및 버튼 구성을 사용한다. 예를 들어, 스트리트 파이터 II: 더 월드 워리어 또는 모탈 컴뱃 아케이드 게임의 6버튼 레이아웃은 콘솔 조이패드에서 편안하게 에뮬레이션할 수 없으므로, 이러한 게임을 위한 라이선스 가정용 아케이드 스틱이 가정용 콘솔 및 PC용으로 제조되었다.

### 햇 스위치

햇 스위치 - 위쪽, 녹색

햇 스위치는 일부 조이스틱에 있는 컨트롤이다. 전자 게임에서는 POV(시점) 스위치로도 알려져 있으며, 가상 세계를 둘러보거나 메뉴를 탐색하는 등에 사용된다. 예를 들어, 많은 비행 시뮬레이터는 이를 사용하여 플레이어의 시점을 전환하는 데 사용하며, 다른 게임에서는 때때로 십자 패드의 대체품으로 사용한다. 아날로그 스틱과 십자 패드를 모두 갖춘 컴퓨터 게임패드는 일반적으로 POV 스위치 스캔 코드를 십자 패드에 할당한다.
햇 스위치라는 용어는 "쿨리 햇 스위치"를 줄인 말로, 비슷하게 생긴 머리 장식에서 이름을 따왔다.
실제 항공기에서는 햇 스위치가 보조 날개 또는 승강키 트림과 같은 것을 제어할 수 있다.

### 사진기
버튼, 휠 및 다이얼뿐만 아니라 터치스크린 외에도 소형 조이스틱이 사진기의 효율적인 수동 조작을 위해 정착되었다.

미러리스 렌즈 교환식 카메라에 있는 소형 조이스틱
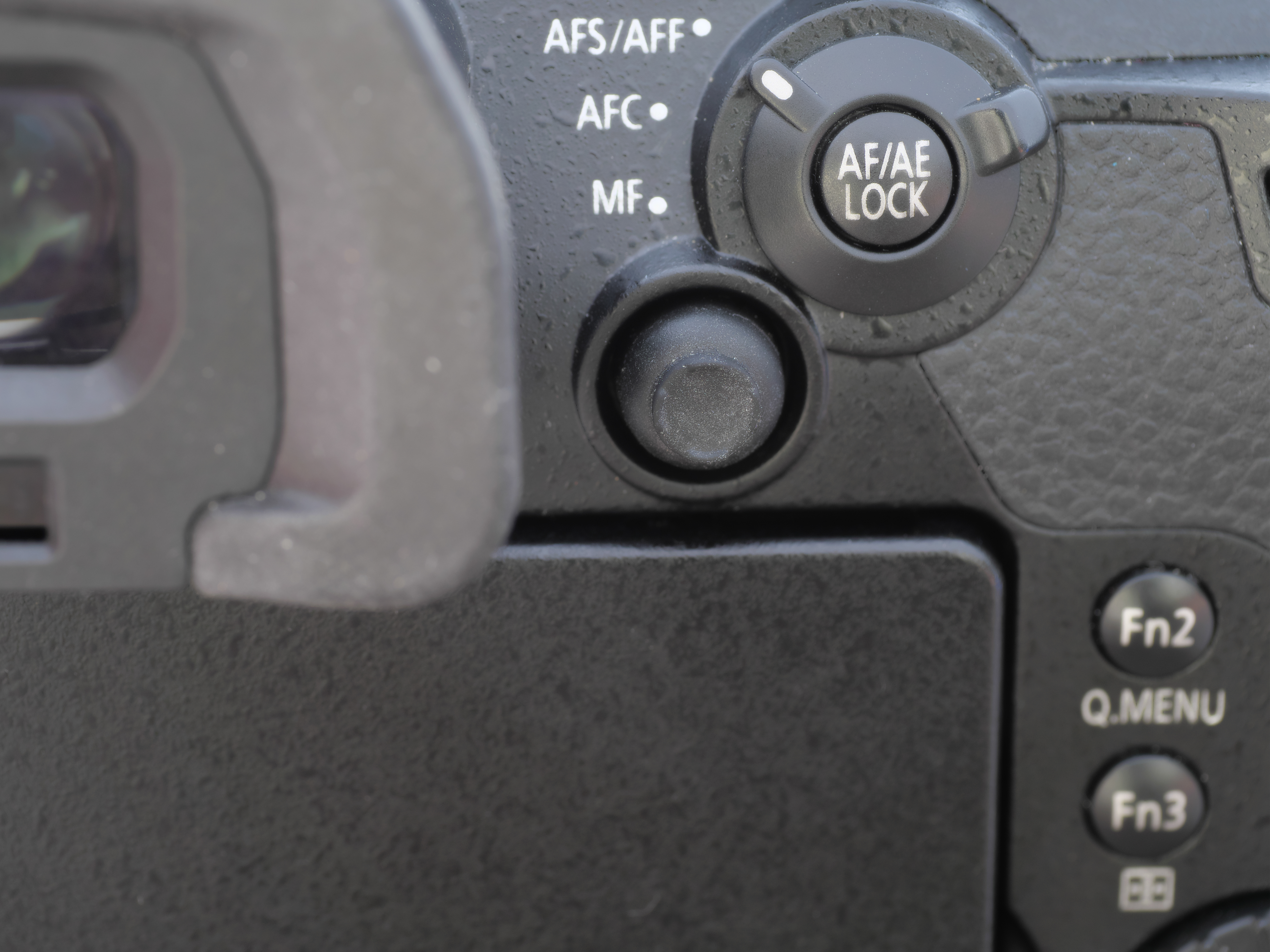
오른쪽 엄지손가락으로 조작하는 소형 조이스틱, 전자식 뷰파인더 옆
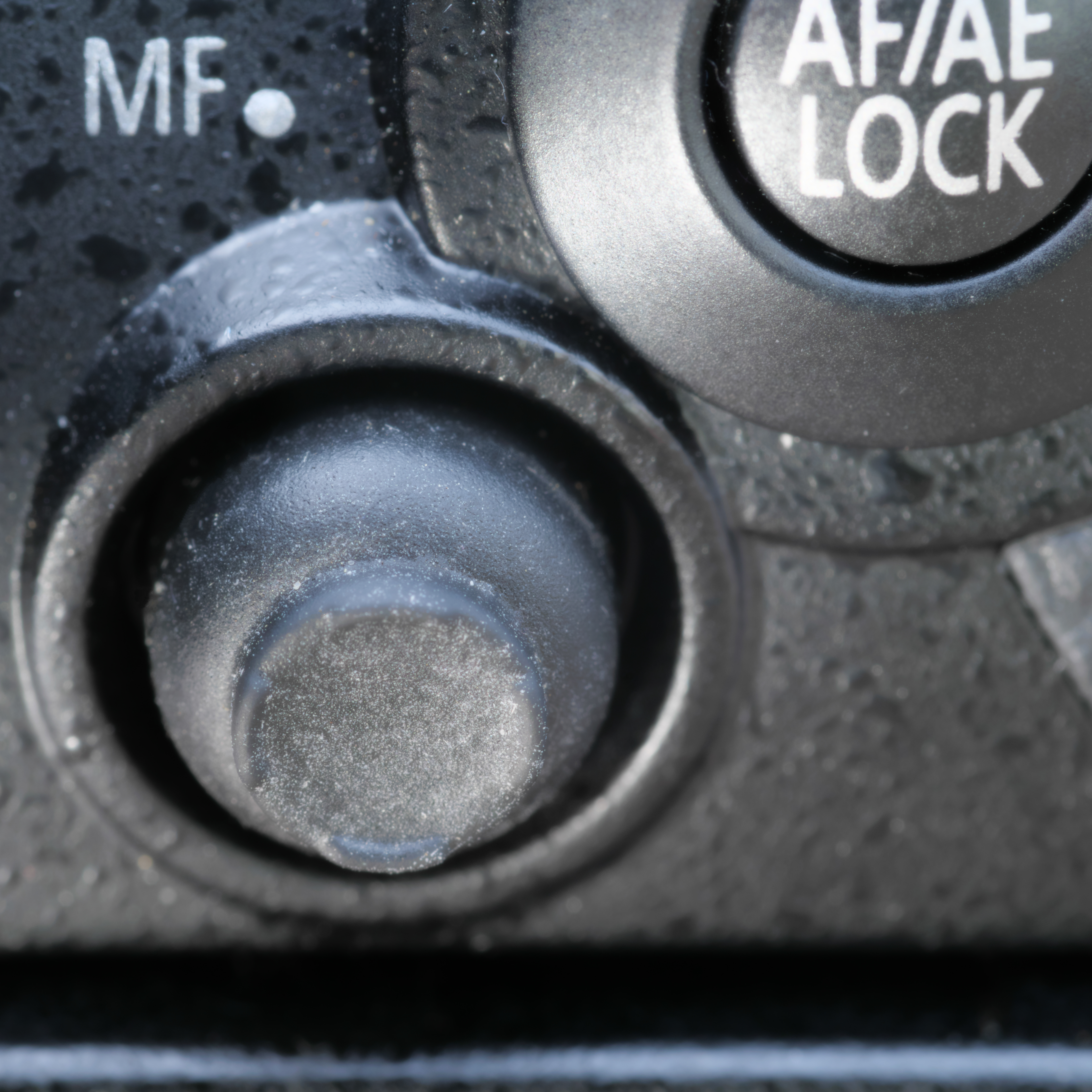
상세 보기

## 산업 응용
최근에는 크레인, 조립 라인, 임업 장비, 광산 트럭 및 굴착기와 같은 많은 산업 및 제조 응용 분야에서 조이스틱의 사용이 보편화되었다. 실제로 이러한 조이스틱의 수요가 너무 많아 거의 모든 현대 유압 제어 시스템에서 전통적인 기계식 제어 레버를 사실상 대체했다. 또한 대부분의 무인 항공기(UAV) 및 원격 조종 수중 비행체(ROV)는 차량, 탑재 카메라, 센서 및 매니퓰레이터를 제어하기 위해 최소한 하나의 조이스틱을 필요로 한다.
이러한 응용 분야의 고도의 실습적이고 거친 특성으로 인해 산업용 조이스틱은 일반적인 비디오 게임 컨트롤러보다 견고하며 높은 주기 수명 동안 작동할 수 있다. 이는 1980년대에 비접촉 감지 수단으로 홀 효과 감지를 이러한 응용 분야에 개발하고 적용하게 되었다. 여러 회사가 홀 효과 기술을 사용하여 산업용 조이스틱을 생산한다. 조이스틱 설계에 사용되는 또 다른 기술은 물리적 편향이 아닌 적용된 힘에 비례하는 출력을 생성하는 힘 변환기를 구축하기 위해 변형 게이지를 사용하는 것이다. 소형 힘 변환기는 메뉴 선택 기능용 조이스틱의 추가 컨트롤로 사용된다.
일부 대형 조이스틱 제조업체는 OEM 요구에 맞춰 조이스틱 핸들 및 그립을 사용자 정의할 수 있는 반면, 소규모 지역 제조업체는 종종 소규모 OEM에게 표준 제품을 더 높은 가격에 판매하는 데 집중한다.

## 보조과학기술

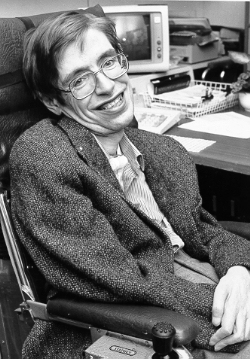
스티븐 호킹

특수 조이스틱은 보조과학기술 포인팅 장치로 분류되며, 심각한 신체 장애가 있는 사람들을 위해 컴퓨터 마우스를 대체하는 데 사용된다. 이러한 조이스틱은 게임을 제어하는 대신 포인터를 제어한다. 이는 뇌성마비와 같은 아테토시스 상태를 가진 사람들이 표준 마우스보다 잡기 쉽다고 느끼기 때문에 종종 유용하다. 근디스트로피 또는 운동 신경원 질환과 같은 근육 약화 관련 질환을 가진 사람들을 위한 소형 조이스틱도 있다. 또한 전동 휠체어에서도 제어 방법으로 간단하고 효과적이기 때문에 사용된다.

## 비인간 사용
1996년, 한 과학 연구는 침팬지와 붉은털원숭이 모두 조이스틱을 사용하여 화면에서 포인터를 움직이는 방법을 배울 수 있음을 입증했다. 두 종 모두 실험 중 요구되는 작업에 대한 "개념적 지식"을 일관되게 보여주었지만, 붉은털원숭이는 그 과정이 현저히 느렸다.
2021년, 다른 연구진은 집돼지의 지능 수준을 조사하기 위해 코로 조종할 수 있는 조이스틱을 설계했다. 침팬지나 붉은털원숭이와 달리 네 마리의 돼지 중 어느 누구도 1996년 테스트 기준인 "운동 또는 개념 습득"을 완전히 충족하지 못했지만, 여전히 "우연보다 훨씬 높은" 성과를 보였다. 특히, 돼지들은 영장류에 비해 추가적인 어려움을 겪었는데, 그들은 모두 원시였기 때문에 화면의 세부 사항을 파악하는 데 어려움을 겪었을 수 있으며, 화면에서 눈을 떼지 않고는 조이스틱으로 대상을 움직일 수 없었다.

## 같이 보기
- 비행 조종 시스템
- 비행 시뮬레이션
- 게임 컨트롤러
- 게임패드
- 컴퓨터 하드웨어 용어 목록
- TAC-2

## 더 읽어보기
- Roch, Axel. “Fire-Control and Human-Computer Interaction: Towards a History of the Computer Mouse (1940–1965)” (PDF). Mindell, David. 매사추세츠 공과대학교, Program in Science, Technology, and Society. 2021년 6월 28일에 원본 문서 (PDF)에서 보존된 문서. 2021년 8월 24일에 확인함. (11 pages) (NB. This is based on an earlier German article published in 1996 in Lab. Jahrbuch 1995/1996 für Künste und Apparate (350 pages) by Kunsthochschule für Medien Köln mit dem Verein der Freunde der Kunsthochschule für Medien Köln; Verlag der Buchhandlung Walther König(독일어판) in Cologne, Germany. ISBN 3-88375-245-2.)